# Le Challat de Tunis
Pour plus de détails, voir Fiche technique et Distribution.
Le Challat de Tunis est un film tunisien réalisé par Kaouther Ben Hania et sorti en 2014.

## Synopsis
Le film raconte avec humour la vraie histoire d'un balafreur ou challat en arabe tunisien qui, en conduisant sa moto, balafrerait avec un rasoir les fesses des femmes qui le croisent. L'histoire a eu lieu en 2003.

## Fiche technique
- Titre : Le Challat de Tunis
- Réalisation : Kaouther Ben Hania
- Scénario : Kaouther Ben Hania
- Photographie : Sofian El Fani
- Son : Moez Cheikh
- Montage : Nadia Ben Rachid
- Musique : Si Lemhaf et Ben Violet
- Production : Cinétéléfilms - Sister Productions - Six Islands
- Pays :  Tunisie
- Durée : 90 minutes
- Dates de sortie :
  - France - mai 2014 (présentation au Festival de Cannes)
  - France - 1er avril 2015

## Distribution
- Jallel Dridi
- Moufida Dridi
- Mohamed Slim Bouchiha
- Narimène Saidane
- Kaouther Ben Hania

## Distinctions

### Sélections
- Festival de Cannes 2014 (programmation de l'ACID)[2]
- Festival international du film de femmes de Salé 2014
- Festival international du film de Saint-Sébastien 2014
- Festival international du film de Göteborg 2015
- Festival international de films de femmes de Créteil 2015

### Récompenses
- Festival du cinéma méditerranéen de Bruxelles 2014 : prix spécial du jury
- Festival international du film francophone de Namur 2014 : Bayard d'or de la meilleure première œuvre
- Festival international du film d'Amiens 2014 : prix FIPRESCI